# Convento de San Pascual (Aranjuez)
El convento de San Pascual de Aranjuez es un convento construido por Marcelo Fontón entre 1765 y 1770, por orden del rey Carlos III y situado en la ciudad española de Aranjuez, en la Comunidad de Madrid. En un principio fue un convento franciscano aunque, tras la desamortización y por deseo de la reina Isabel II, fue ocupado desde 1858 por monjas concepcionistas. Pertenece a Patrimonio Nacional, siendo declarado Bien de Interés Cultural en 1999.

## Descripción

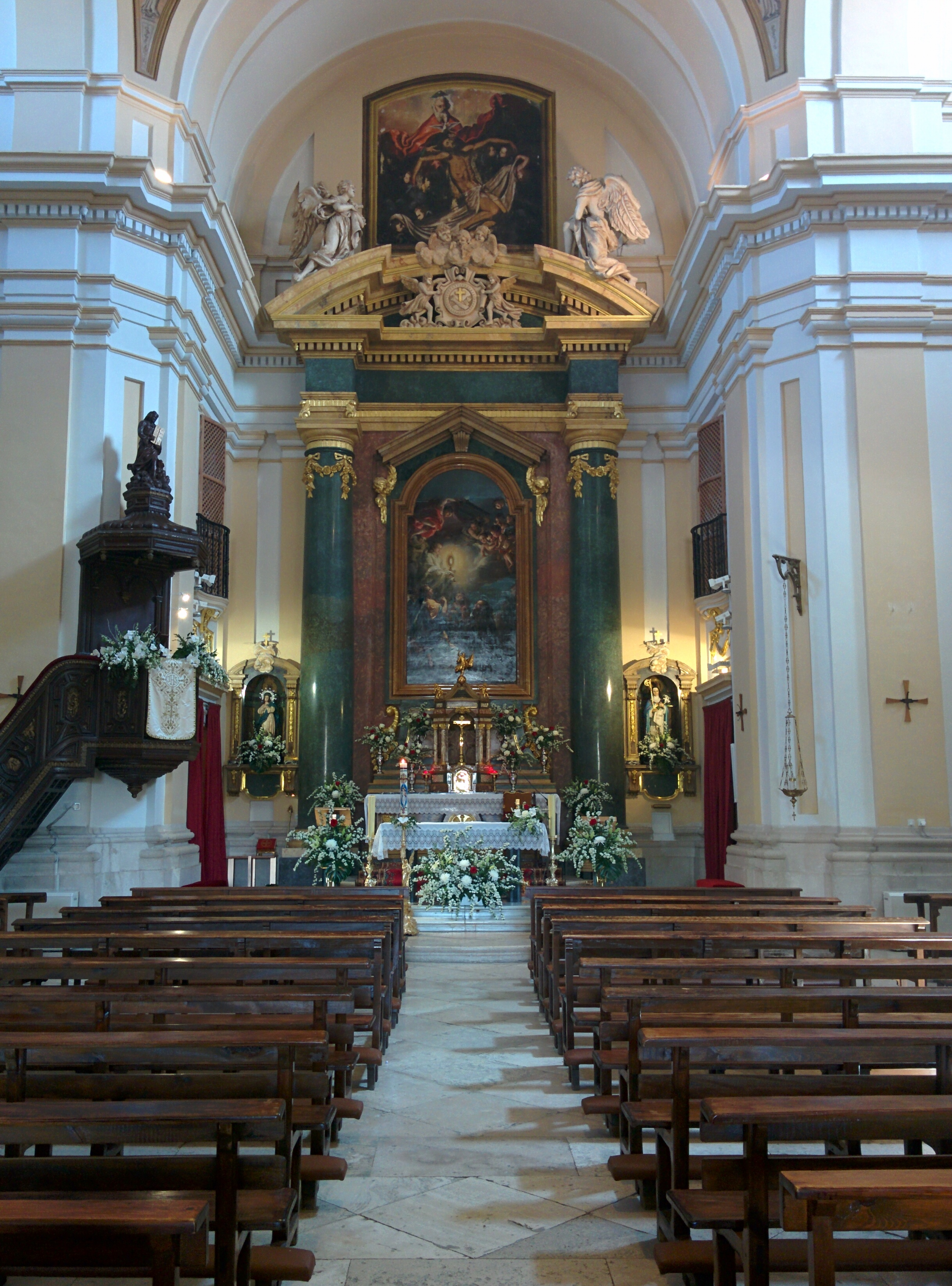
Interior

Con fachada neoclásica, cercada por dos torres y numerosas pilastras, este imponente edificio se encuentra frente al Antiguo Hospital de San Carlos. De planta latina y con numerosas capillas, la iglesia posee en su altar mayor un cuadro de Antonio Rafael Mengs representando a San Pascual Bailón adorando al Santísimo Sacramento. Dicho altar contó inicialmente con varias pinturas realizadas bajo encargo por Giovanni Battista Tiepolo, pero con el cambio de gustos, fueron retiradas sin muchos miramientos y resultaron dañadas. Casi todas las que subsisten se guardan en el Museo del Prado. Los otros lienzos del veneciano en las capillas de la iglesia fueron también retirados por orden de Carlos III y reemplazados por pinturas de Francisco Bayeu y Mariano Salvador Maella, perdidas en el asalto del convento durante la guerra civil española.  
Con el fin de la Guerra Civil, el convento fue habilitado primero como campo de concentración y posteriormente como prisión para la Primera región Militar del Ejército de Ocupación. Después, fue el destino de la Prisión Especial de Mujeres dirigida por Josefa Rojas Goñi, proveniente de la dirección de la cárcel de Oropesa.